# Aló Presidente

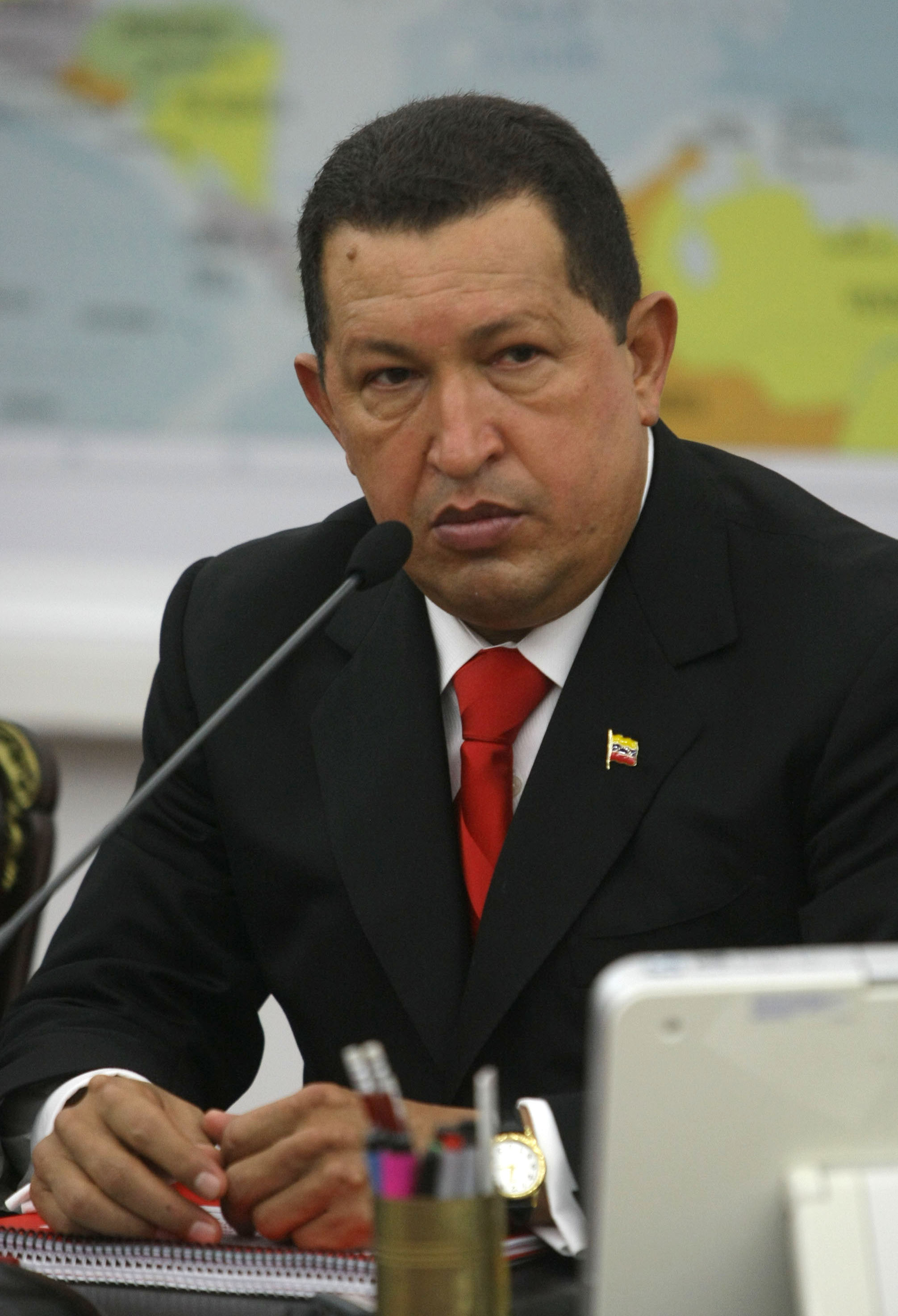
Hugo Chávez

Aló Presidente was een grotendeels onvoorbereid praatprogramma dat werd gepresenteerd door de Venezolaanse president Hugo Chávez. Het programma werd elke zondag om 11.00 uur uitgezonden door de Venezolaanse staatstelevisie en staatsradiostations. Chávez gebruikte het programma vaak om kritiek te uiten op het buitenlands beleid van de Verenigde Staten.
De eerste uitzending was op 23 mei 1999, drie maanden nadat Chávez president was geworden. De laatste uitzending vond plaats op 29 januari 2012; er waren 378 afleveringen.